# Lazare Gianessi
Lazare Gianessi (Aniche, 1925. november 9. – Concarneau, 2009. augusztus 11.) francia válogatott labdarúgó.

## Válogatott
Tagja volt a francia labdarúgó-válogatottnak, amely részt vett az 1954-es labdarúgó-világbajnokságon.